# Bhagat Bani
Bhagat Bani (ou Bhakta bani) est une expression sikhe qui signifie littéralement paroles du dévôt au Seigneur.
En fait, Bhagat Bani est le nom donné aux écrits du livre saint des sikhs, le Guru Granth Sahib, écrits non rédigés par un des Gurus fondateurs. Ces gurus sont quinze (ou dix-sept suivant les traditions) écrivains qui ont composé pour ce livre. Guru Arjan qui a compilé le Guru Granth Sahib a suivi la voie de la prière, la bhakti, pour choisir ces louanges.
Le croyant sikh attache de l'importance à ces Banis car ils reflètent une ouverture spirituelle. Cheikh Farid ou Ramanand sont des bhagats du sikhisme ; le premier était un soufi, le second un des plus grands professeurs de l'hindouisme.

## Origine des écrits du livre saint
Pour le croyant tous ces poètes ont été inspirés par une unique et même source divine. Les Gurus du sikhisme ont accordé certains textes afin qu'ils restent sur la voie du monothéisme. Kabir est le plus important contributeur avec 296 de ses hymnes et 239 strophes ou slokas. À l'opposé le bhagat Surdas n'a qu'un de ses hymnes et une phrase compilée dans le Livre saint.